# Nupserha infantula
Nupserha infantula är en skalbaggsart som först beskrevs av Ludwig Ganglbauer 1890.  Nupserha infantula ingår i släktet Nupserha och familjen långhorningar. Inga underarter finns listade i Catalogue of Life.